# Lego House (Billund)
Pour les articles homonymes, voir Lego House.

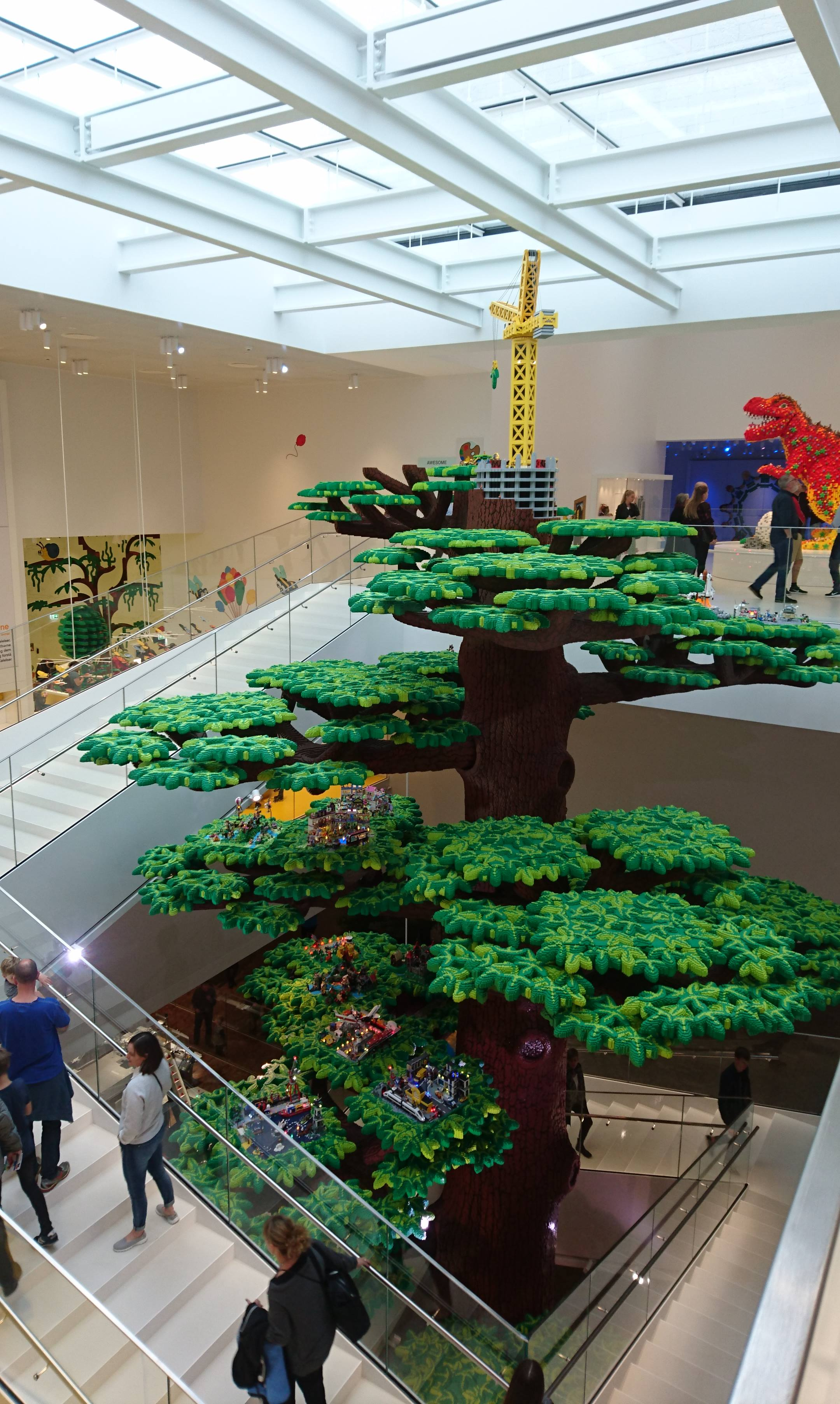
L'arbre de la créativité de Lego House.

La Lego House est un bâtiment centré autour du jeu de construction Lego, situé à Billund, au Danemark, siège de The Lego Group. Sa construction commence début 2014 et son inauguration se déroule le 28 septembre 2017, après un retard de deux ans.

Le set Lego (21037) représentant la Lego House

Le bâtiment, de 12 000 m2 sur 23 m de haut, conçu par Bjarke Ingels Group, est entièrement réalisé dans une apparence de blocs emboîtés les uns dans les autres. Accessible avec un ticket vendu 199 couronnes danoises (environ 27 euros), l'ensemble possède plusieurs parties : un musée, une aire de jeux, un lieu de créations avec des briques illimitées nommé, « Zone rouge », un magasin et un café-restaurant. L'objectif n'est pas de promouvoir le jeu — The Lego Group étant classé en 2014 premier fabricant mondial dans le domaine du jouet — ni de créer un parc d'attraction ou un musée, mais d'aménager un lieu original, unique, pour que le visiteur puisse avoir un lien rapproché avec l'entreprise. Le jour de l'inauguration, en présence du prince héritier Frederik de Danemark et son épouse Mary Donaldson, l'ancien PDG du groupe Jørgen Vig Knudstorp annonce que la marque ne souhaite pas exporter le concept partout dans le monde, souhaitant maintenir ce modèle unique de Lego House, à Billund, ville de naissance du jouet. La Lego House prévoit d'accueillir 250 000 visiteurs par an.

### Filmographie
- Anders Falck et Stinus Morell Vithner, Lego House - Home of the Brick, 2018, 47 minutes